# Bussières (Sena i Marne)
Bussières és un municipi francès, situat al departament del Sena i Marne i a la regió d'Illa de França. L'any 2007 tenia 486 habitants.
Forma part del cantó de La Ferté-sous-Jouarre, del districte de Meaux i de la Comunitat de comunes del Pays fertois.

## Demografia

### Població
El 2007 la població de fet de Bussières era de 486 persones. Hi havia 163 famílies, de les quals 33 eren unipersonals (4 homes vivint sols i 29 dones vivint soles), 38 parelles sense fills, 71 parelles amb fills i 21 famílies monoparentals amb fills.
La població ha evolucionat segons el següent gràfic:
Habitants censats

### Habitatges
El 2007 hi havia 179 habitatges, 164 eren l'habitatge principal de la família, 5 eren segones residències i 10 estaven desocupats. 150 eren cases i 28 eren apartaments. Dels 164 habitatges principals, 131 estaven ocupats pels seus propietaris, 31 estaven llogats i ocupats pels llogaters i 1 estava cedit a títol gratuït; 10 tenien dues cambres, 18 en tenien tres, 46 en tenien quatre i 89 en tenien cinc o més. 123 habitatges disposaven pel capbaix d'una plaça de pàrquing. A 52 habitatges hi havia un automòbil i a 81 n'hi havia dos o més.

### Piràmide de població
La piràmide de població per edats i sexe el 2009 era:
| Homes | Edats   | Dones |
| ----- | ------- | ----- |
| 0     | 95 o +  | 0     |
| 0     | 90 a 94 | 0     |
| 0     | 85 a 89 | 0     |
| 4     | 80 a 84 | 8     |
| 4     | 75 a 79 | 8     |
| 8     | 70 a 74 | 8     |
| 16    | 65 a 69 | 8     |
| 0     | 60 a 64 | 12    |
| 4     | 55 a 59 | 4     |
| 4     | 50 a 54 | 4     |
| 4     | 45 a 49 | 8     |
| 24    | 40 a 44 | 16    |
| 16    | 35 a 39 | 24    |
| 16    | 30 a 34 | 8     |
| 20    | 25 a 29 | 12    |
| 16    | 20 a 24 | 0     |
| 12    | 15 a 19 | 32    |
| 32    | 10 a 14 | 24    |
| 32    | 5 a 9   | 32    |
| 20    | 0 a 4   | 12    |

## Economia
El 2007 la població en edat de treballar era de 295 persones, 217 eren actives i 78 eren inactives. De les 217 persones actives 189 estaven ocupades (103 homes i 86 dones) i 28 estaven aturades (10 homes i 18 dones). De les 78 persones inactives 18 estaven jubilades, 27 estaven estudiant i 33 estaven classificades com a «altres inactius».

### Ingressos
El 2009 a Bussières hi havia 163 unitats fiscals que integraven 468 persones, la mediana anual d'ingressos fiscals per persona era de 16.649,5 €.

### Activitats econòmiques
Dels 13 establiments que hi havia el 2007, 3 eren d'empreses de fabricació d'altres productes industrials, 5 d'empreses de construcció, 1 d'una empresa de comerç i reparació d'automòbils, 1 d'una empresa financera, 1 d'una empresa immobiliària i 2 d'empreses de serveis.
Dels 4 establiments de servei als particulars que hi havia el 2009, 1 era un taller de reparació d'automòbils i de material agrícola, 1 fusteria, 1 lampisteria i 1 empresa de construcció.
L'any 2000 a Bussières hi havia 4 explotacions agrícoles.

## Equipaments sanitaris i escolars
El 2009 hi havia una escola elemental integrada dins d'un grup escolar amb les comunes properes formant una escola dispersa.

## Poblacions més properes
El següent diagrama mostra les poblacions més properes.